# Villeneuve-sur-Verberie
Villeneuve-sur-Verberie – miejscowość i gmina we Francji, w regionie Hauts-de-France, w departamencie Oise.
Według danych na rok 1990 gminę zamieszkiwało 555 osób, a gęstość zaludnienia wynosiła 68 osób/km² (wśród 2293 gmin Pikardii Villeneuve-sur-Verberie plasuje się na 495. miejscu pod względem liczby ludności, natomiast pod względem powierzchni na miejscu 592.).